# Yoldiella jeffreysi
Yoldiella jeffreysi är en musselart som först beskrevs av Hidalgo 1877.  Yoldiella jeffreysi ingår i släktet Yoldiella och familjen Yoldiidae. Inga underarter finns listade i Catalogue of Life.